# Trichomanes micayense
Trichomanes micayense là một loài thực vật có mạch trong họ Hymenophyllaceae. Loài này được Hieron. miêu tả khoa học đầu tiên năm 1904.